# Ectasiocnemis anchoralis
Ectasiocnemis anchoralis là một loài bọ cánh cứng trong họ Scraptiidae. Loài này được Nomura miêu tả khoa học năm 1961.